# 例貢
例貢是明清科舉規定之一。凡由廩生、增生、附生報捐方式取得貢生資格者稱例貢，分別稱為廩貢、增貢、附貢，一個主要優越特權就是不經過童試而直接參加錄科考試，通過後可參加鄉試。因為沒有經過考試取得貢生資格，異於正途出身，所以頗為人瞧不起，但畢竟獲得了做官的資格。
在官場上也頗受歧視，有許多官缺不准「異途」染指，例如「吏、禮二部漢司員，除進士授主事、拔貢生授小京官者外，其由舉、貢、生、監捐納入官者，吏部掣籤時，例不得分此二部，故與戶、兵、刑、工四部不同」。